# Boulton & Watt

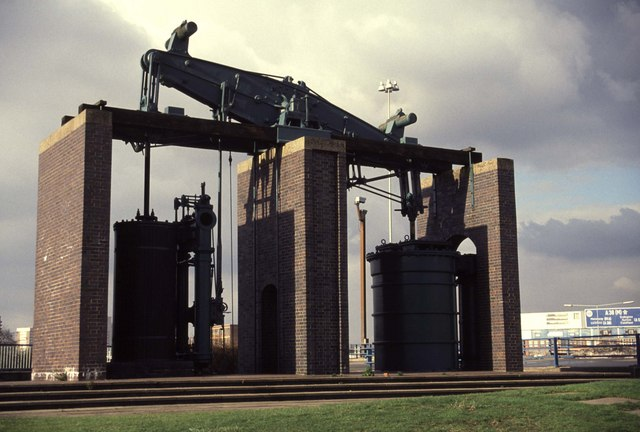
Machine soufflante construite par la firme Boulton & Watt

Boulton & Watt appelée aussi couramment « Usine de Soho » est une entreprise britannique fondée par Matthew Boulton et James Watt en 1775 pour construire des machines à vapeur dans leur usine de Soho à Smethwick près de Birmingham en Angleterre. 
L'entreprise donne entre autres naissance à la Soho Mint qui travailla pour la Royal Mint à partir de 1797.
Le partenariat est prolongé entre deux des fils des fondateurs en 1800.
Elle est rebaptisée James Watt & Co. en 1849.
L'entreprise a duré plus de 120 ans et construisait toujours des moteurs à vapeur en 1895, avant d'être revendue à W & T Avery Ltd. (en).
Cette entreprise figure sur l'actuelle billet de 50 £ émis par la Banque d'Angleterre.